# 19162 Wambsganss
19162 Wambsganss è un asteroide della fascia principale. Scoperto nel 1990, presenta un'orbita caratterizzata da un semiasse maggiore pari a 2,7232426 UA e da un'eccentricità di 0,0859532, inclinata di 2,28390° rispetto all'eclittica.